# Nicholas Bett
Ne doit pas être confondu avec Nicholas Kiptanui Bett, athlète kényan pratiquant le 3 000 mètres steeple
Pour les articles homonymes, voir Bett.
Nicholas Kiplagat Bett (né le 27 janvier 1990 à Kisii (district Uasin Gishu) et mort le 8 août 2018 dans le district de Nandi) est un athlète kényan, spécialiste du 400 m haies, champion du monde en 2015 à Pékin.

## Biographie
Nicholas Bett est le frère jumeau d'Aron Koech, également coureur de 400 m haies,.
En 2014, lors des championnats d'Afrique de Marrakech au Maroc, il se classe troisième du 400 m haies, derrière le Sud-africain Cornel Fredericks et le Nigérian Amaechi Morton, et porte son record personnel à 49 s 03. Il se classe également troisième de l'épreuve du relais 4 × 400 mètres avec ses coéquipiers de l'équipe du Kenya.
En août 2015, lors des championnats du Kenya à Nairobi, il descend pour la première fois de sa carrière sous les 49 secondes en établissant le temps de 48 s 29. Il participe aux championnats du monde 2015, à Pékin. Situé au couloir extérieur, Nicholas Bett remporte la finale du 400 m haies, le 25 août 2015, en établissant la meilleure performance mondiale de l'année et un nouveau record du Kenya, en 47 s 79, descendant pour la première fois de sa carrière sous les 48 secondes. Il devance le Russe Denis Kudryavtsev (48 s 05) et le Bahaméen Jeffery Gibson (48 s 17). Il est le premier athlète kényan à remporter un titre mondial dans cette discipline, le deuxième africain après Samuel Matete en 1991.
Le 8 août 2018, Nicholas Bett perd la vie dans un accident de voiture à Nandi, au Kenya, à l'âge de 28 ans,,. Il rentrait alors des championnats d'Afrique d'Asaba.

## Palmarès
| Date | Compétition            | Lieu       | Résultat | Épreuve     | Temps         |
| ---- | ---------------------- | ---------- | -------- | ----------- | ------------- |
| 2014 | Championnats d'Afrique | Marrakech  | 3e       | 400 m haies | 49 s 03       |
| 2014 | Championnats d'Afrique | Marrakech  | 3e       | 4 × 400 m   | 3 min 07 s 35 |
| 2015 | Championnats du monde  | Pékin      | 1er      | 400 m haies | 47 s 79       |
| 2018 | Jeux du Commonwealth   | Gold Coast | 8e       | 400 m haies | 51 s 00       |
| 2018 | Jeux du Commonwealth   | Gold Coast | finale   | 4 x 400 m   | DQ            |

## Records
Nicholas Bett effectue sa meilleure performance sur 400 m haies le 25 août 2015 à Pékin, lorsqu'il remporte le titre mondial. Son temps de 47 s 79 est alors le record national du Kenya. Ce record tient près d'un an, il est battu d'un centième de seconde le 18 août 2016 par Boniface Tumuti qui termine deuxième de la finale des Jeux de Rio en 47 s 78.
| Épreuve     | Temps   | Lieu  | Date         |
| ----------- | ------- | ----- | ------------ |
| 400 m haies | 47 s 79 | Pékin | 25 août 2015 |